# سیارک ۱۶۱۶۹۳
سیارک ۱۶۱۶۹۳ (به انگلیسی: 161693 Attilladanko، نامگذاری:2006HL46) صد و شصت و یک هزار و ششصد و نود و سومین سیارک کشف شده‌است که در ۲۶ آوریل ۲۰۰۶ کشف شد.